# Wallon unifié

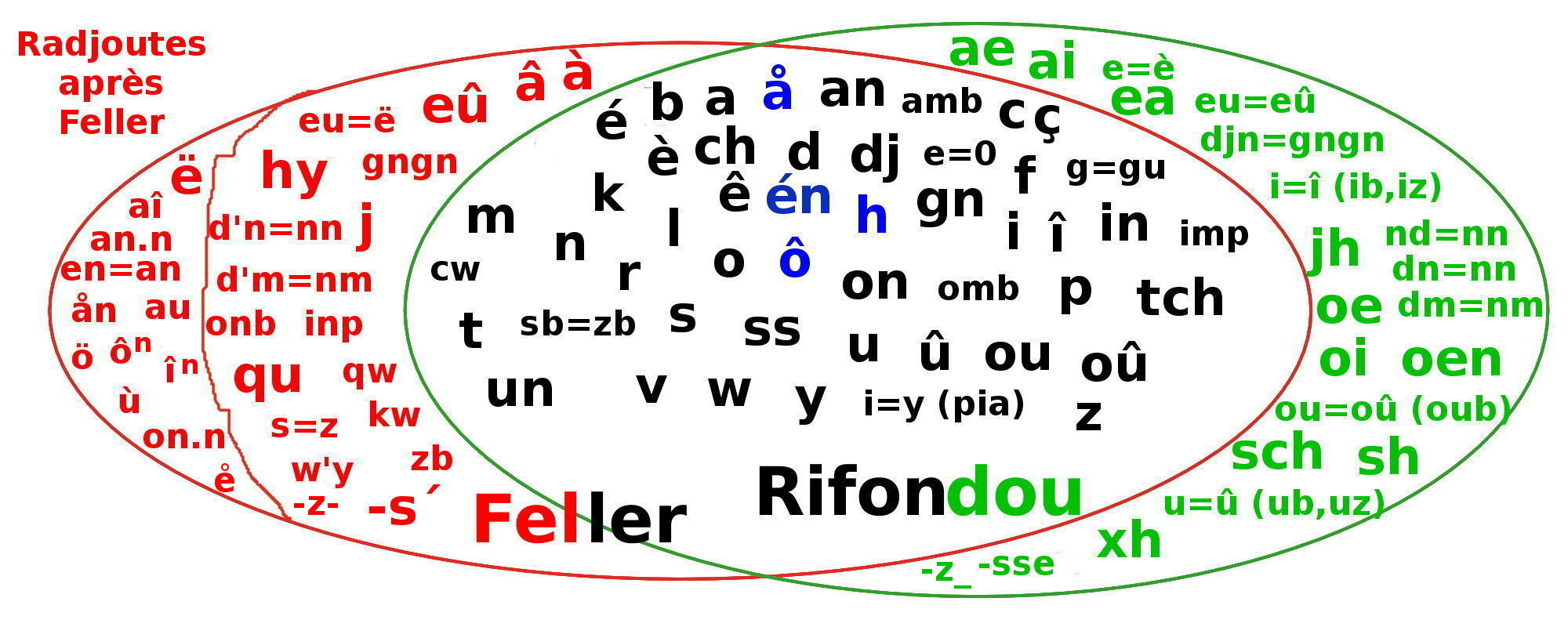
Lettres du wallon unifié (à droite) et du système Feller (à gauche)

Le rifondou walon (appellation en wallon), appelé en français wallon unifié, est une forme normalisée du wallon lancée par le mouvement du même nom dans les années 1990 sans statut officiel et dont la légitimité, depuis sa création, fait l'objet d'avis divergents aussi bien au sein des dialectologues que des autres associations wallophones.
Son système orthographique propre se caractérise par l'introduction de graphèmes spécialement conçus pour qu'un même phonème puisse être prononcé conformément à la prononciation de chaque région. Il s'oppose à l'ancienne norme, appelée système Feller.
L'association Li Rantoele (wa) publie une revue du même nom quatre fois par an.
C'est également sous cette forme normalisée qu'est rédigé le Wikipédia en wallon ainsi que le Wiktionnaire dans cette même langue.

## Historique
Si la question de l'orthographe wallonne est un sujet de préoccupation durant tout le XIXe siècle, où l'on voit naître plus d'une dizaine de projets structurés et cohérents, celle de la normalisation est quant à elle débattue depuis le début du XXe siècle, et ce n'est que vers la fin que des idées concrètes se mettent en place,.
En 1988, Jean Germain est invité à un congrès en Suisse sur la normalisation du romanche et où la question d'un wallon commun fut posée, à l'image de ce que fut la koinè. Pour l'occasion, il rédige un article intitulé Une koinè wallonne ?, dans lequel il ne peut que constater qu'aucune évolution similaire n'a jamais été entreprise à très large échelle pour le wallon.
En 1989, il publie dans la revue Toudi un article dans lequel il propose des idées pour unifier le wallon. À partir de 15 mots étudiés dans l'Atlas linguistique de la Wallonie (volume 1), il montre comment un système d'écriture normalisé pourrait s'opérer. Mais la trop grande diversité de prononciation de certains mots (et donc d'écriture) montre les limites du système Feller dans cette tâche. Il rappelle alors l'existence du diasystème ea dans les écritures moyenâgeuses, et émet l'hypothèse qu'elle fonctionnait peut-être comme graphie commune pour les mots wallons basés sur le suffixe latin -ellus, mais n'encourage toutefois pas son utilisation le considérant dangereux, sans en donner les raisons.
La proposition de Jean Germain est rapidement débattue au sein des milieux wallons, notamment lors d'un congrès de l'Union culturelle wallonne à Ottignies. Dans un premier temps, cette proposition n'est pas accueillie défavorablement par les organisations historiques d'écrivains et de philologues. Jean-Luc Fauconnier, alors déjà membre de la Société de langue et de littérature wallonnes, s'en fait notamment l'écho dans un article de Èl Bourdon, dans lequel il sollicite « le courage d'en parler avec bon sens et raison ». Il précise toutefois sa vision personnelle de l'entreprise, qui est différente de celle défendue ensuite par Li Ranteule : « Il conviendrait donc d'envisager une notation plus phonologique que phonétique pour en arriver à ne plus avoir que trois ou quatre "espèces" de wallon écrit. »
En 1990, Laurent Hendschel (wa) (chanteur, écrivain et chercheur en langue wallonne) écrit un essai On walon po dmwin ? (« Un walon pour demain ? »), dans lequel il explique que la normalisation commence à fonctionner dans d'autres langues régionales européennes (basque, occitan, romanche), et propose les premiers développements techniques pour le wallon basés sur les idées de Jean Germain.
En 1992 est publié le premier lexique en wallon pré-unifié composé de la traduction des 3000 mots français les plus courants, le titre est quant à lui écrit en système Feller, composé de trois variantes du sous-titre « Mes trois mille premiers mots wallon » : Walo +, Mès twès mile preumîs mots walons, Mès trwès mile prumîs mots walons, Mès treûs meye prumîs mots walons. Un ouvrage collectif rédigé par Willy Bal et Jean Germain, réalisé avec l'aide d'une dizaine d'écrivains wallons, coordonné par Laurent Hendschel et publié par l'ASBL Union Culturelle Wallonne (U.C.W.).
En 1993, dans un article autobiographique publié dans la revue Singuliers (wa), l'autodidacte Lucien Mahin (vétérinaire, mais également écrivain et chercheur en wallon) témoigne du manque d'une forme commune du wallon qu'il a ressenti durant son apprentissage de la langue, semblable à l’Algemeen Nederlands pour les Flamands et qu'il nomme « r'fondu walon ». En octobre de la même année, à l'occasion de la sortie de sa trilogie Ène bauke su lès bwès d' l'Ârdene, Lucien Mahin organise un séminaire à Redu sur l'avenir de la langue wallonne. Il y rencontre Michel Francard et Laurent Hendschel (qui vient de compléter son travail technique d'une langue wallonne écrite commune) et propose pour la première fois l'utilisation du diasystème xh comme graphie commune de h [h] qu'on trouve dans pèhon [pɛ'hɔ̃] et de ch dans pèchon [pɛ'ʃɔ̃].
Le travail se poursuit en 1994 avec l'apparition de 3 syllabus, considérés par les planificateurs (rfondeus en wallon) comme fondateurs : une Présentation du Dictionnaire Général Wallon par Johan Viroux (wa) (fils de Roger Viroux (wa)), dictionnaire qui sera appelé par la suite Diccionaire di tot l’ walon (« Dictionnaire de tout le wallon », ou « DTW ») ; une série de textes nommés WALDIM (pour walon did dimwin, « walon de demain ») par Lucien Mahin, traitant principalement de la néologie ; un article Å raploû-tot des walons (« À la salle de réunion des wallons ») par Laurent Hendschel, dans lequel il résume le travail réalisé et rappelle les techniques de normalisation.
En 1996, l'U.C.W. organise un important colloque à Charleroi sur la planification, dirigé par Laurent Hendschel : Quéne planificåcion po nosse lingädje walon ? (« Quelle planification linguistique pour le wallon ? »). La SLLW prend position et publie dans la revue Wallonnes (wa) un article dans lequel elle s'oppose à la normalisation et la création de néologismes, tout en considérant que « le wallon n’est pas mort, mais il est malade, moribond » et que « tout ce qui peut réveiller la braise qui couve sous la cendre mérite d’être encouragé ». La même année naît l'ASBL Li Ranteule promouvant le wallon unifié à travers la publication d'une revue du même nom.
Bien que de nombreux travaux ont été menés par la suite pour perfectionner et promouvoir le rfondou walon, notamment par l'introduction d'autres diasystèmes, l'aplanissement des diacritiques, ou encore la diffusion sur Internet d'un dictionnaire écrit entièrement en wallon normalisé, contenant 8 000 mots : l'Esplicant motî do walon (« Dictionnaire explicatif du wallon »), en 2003 l'ouverture de Wikipédia en wallon, puis en 2009 celle du Wiktionnaire, écrits tous deux en wallon unifié, il apparaît que la normalisation du wallon ne fait pas l'unanimité et rares sont les textes publiés dans cette orthographe.[réf. souhaitée]. En 2013, Michel Francard estime que « cette vision radicalement différente de l’orthographe wallonne ne s’est guère imposée au-delà du cercle de ses promoteurs, mais elle est largement diffusée dans les textes wallons publiés sur Internet ».

## Philosophie
Si le Feller est une norme orthographique presque phonétique, elle présente le désavantage de varier d'une région à l'autre selon les différents dialectes et patois qui composent la Wallonie. L'orthographe wallonne commune a pris le parti inverse : un même mot s'écrit de la même façon sur tout le domaine wallon, même s'il se prononce différemment d'un endroit à l'autre.
Bien que chacun continue, en principe, à parler le wallon selon ses particularismes locaux et que le wallon normalisé n'ait pas la prétention de supplanter les diverses variantes régionales, il existe cependant une grammaire unifiée employée dans des romans tels Véra de Lucien Mahin sorti en 2011 ou encore sur plusieurs sites internet tels que le Wiktionnaire ou Wikipédia en wallon. Cette dernière fait cependant preuve d'une certaine souplesse permettant l'usage de règles grammaticales distinctes de la même manière que je m'assieds et je m'assois sont interchangeables en français. Par exemple, ils dansent peut aussi bien se dire i dansèt que i dansnut.

## Grammaire

### Pronoms
| Cas              | Singulier                            | Singulier                                       | Singulier             | Singulier             | Singulier | Pluriel             | Pluriel          | Pluriel                   | Pluriel                   |
| ---------------- | ------------------------------------ | ----------------------------------------------- | --------------------- | --------------------- | --------- | ------------------- | ---------------- | ------------------------- | ------------------------- |
| Nominatif        | dji, dj', dju (derrière) « je, moi » | ti, t', tu, èt, vos, vs « tu, toi »             | i, il « il, lui »     | « elle »              | on        | nos, ns « il, lui » | vos, vs « vous » | i « ils »                 | ele « elles » –           |
| Réfléchi         | mi, m', èm                           | ti, t', èt, vos, vs                             | si, s', ès            | si, s', ès            | -         | nos, ns             | vos, vs          | si, s', ès                | si, s', ès                |
| Accusatif        | mi, m', èm, mu (derrière)            | ti, t', èt, vos, vs                             | li, l', el            | li, l', el            | -         | nos, ns             | vos, vs          | les, ls; lzès, lzè, elzès | les, ls; lzès, lzè, elzès |
| Datif            | mi, m', èm, mu (derrière)            | ti, t', èt, vos, vis, vs                        | lyi                   | lyi                   | -         | nos, ns             | vos, vs, vis     | lezî, elzî, lzî           | lezî, elzî, lzî           |
| Locatif          |                                      |                                                 | î                     | î                     | -         |                     |                  | î                         | î                         |
| Génitif partitif |                                      |                                                 | è, endè, end, ndè, nd | è, endè, end, ndè, nd | -         |                     |                  | è, endè, end, ndè, nd     | è, endè, end, ndè, nd     |
| Tonique          | mi                                   | twè, ti, ti-minme, tizôte (rare), etzôte (rare) | lu                    | leye                  | lu        | nos, nozotes        | vos, vozôtes     | zels, yeusses             | zeles, yeusses            |

## Diasystèmes
Le rfondou walon est basé sur des diasystèmes, des lettres ou ensembles de lettres dont la prononciation peut varier d'une région à l'autre, voire d'un village à l'autre. Grâce à ces diasystèmes, un mot écrit de la même façon partout en Wallonie pourra toujours être prononcé à la manière de tel ou tel lieu.
Voici quelques diasystèmes (liste non exhaustive) avec des exemples de prononciation (bien d'autres prononciations, et donc orthographes sont possibles) :
| Rifondou            | Système Feller                                              | Système Feller                                              | Système Feller                                              | Système Feller                                                       |
| —                   | Liège (est-wallon)                                          | Bastogne (sud-wallon)                                       | Namur (centre-wallon)                                       | Charleroi (ouest-wallon)                                             |
| ------------------- | ----------------------------------------------------------- | ----------------------------------------------------------- | ----------------------------------------------------------- | -------------------------------------------------------------------- |
| xh pexhon           | h pèhon [pɛhɔ̃]                                              | ch pèchon [pɛʃɔ̃]                                            | ch pèchon [pɛʃɔ̃]                                            | ch pèchon [pɛʃɔ̃]                                                     |
| jh prijhon          | h prîhon [pʀiːhɔ̃]                                           | j prîjon [pʀiːʒɔ̃]                                           | j prîjon [pʀiːʒɔ̃]                                           | j prîjon [pʀiːʒɔ̃]                                                    |
| sch schoûter        | h hoûter [huːte]                                            | ch choûter [ʃuːte]                                          | ch choûter [ʃuːte]                                          | sk, esk skoûter, eskoûter [skuːte], [ɛskuːte]                        |
| sh shonner          | s son.ner [sɔ̃ne]                                            | ch chon.ner [ʃɔ̃ne]                                          | ch chon.ner [ʃɔ̃ne]                                          | ch chon.ner [ʃɔ̃ne]                                                   |
| å åbe, måjhon(e)    | å, o åbe, mohon(e) [ɔːp], [mɔhɔ̃] ([mɔhɔn])                  | â â(r)be, mâjon(e) [aːp], [maːʒɔ̃] ([maːʒɔn])                | â, ô âbe, ôbe, môjone [aːp], [oːp], [moːʒɔn]                | â, ô' â(r)be, môjo [aː(ʀ)p], [moːʒɔ]                                 |
| ea tchapea          | ê tchapê [t͡ʃapɛː]                                           | ê tchapê [t͡ʃapɛː]                                           | ia tchapia [t͡ʃapja]                                         | ia tchapia [t͡ʃapja]                                                  |
| ae djaene, bataedje | è djène, batèdje [d͡ʒɛn], [batɛt͡ʃ]                           | è djène, batèdje [d͡ʒɛn], [batɛt͡ʃ]                           | a djane, batadje [d͡ʒan], [batat͡ʃ]                           | a, â djane, batâdje [d͡ʒan], [bataːt͡ʃ]                                |
| oe noer             | eu neûr [nœːʁ]                                              | wa nwâr [nwaːʁ]                                             | wè nwêr [nwɛːʁ]                                             | wè nwêr [nwɛːʁ]                                                      |
| én vént             | in, é, i, ié vin, vé, vi, vié [vɛ̃], [ve], [vɪ], [vi], [vje] | in, é, i, ié vin, vé, vi, vié [vɛ̃], [ve], [vɪ], [vi], [vje] | in, é, i, ié vin, vé, vi, vié [vɛ̃], [ve], [vɪ], [vi], [vje] | æ̃, é, i, ié væ̃, vin, vé, vi, vié [vɛ̃], [ve], [vɪ], [vi], [vje], [væ̃] |

1. ↑  Jean Haust, Dictionnaire liégeois, 1933
2. ↑  Michel Francard, Dictionnaire des parlers wallons du pays de Bastogne, De Boeck, 1994
3. ↑  Lucien Léonard, Lexique namurois : Dictionnaire idéologique, d'après le dialecte d'Annevoie (D3), Bioul (D2) et Warnant (D19), 1969
4. ↑  Arille Carlier, Dictionnaire de l'ouest-wallon, 1985 (t. 1), 1988 (t. 2), 1991 (t. 3)

1. ↑  C'est un O ouvert (ò).
2. ↑  À Bastogne même c'est mwêjon [mwɛːʒɔ̃], non couvert par le diasystème å. La forme présentée mâjon est de Arloncourt, Assenois, Bercheux, Bertogne, Bourcy, Chaumont, Cobreville, Compogne, Fauvillers, Hompré, Livarchamps, Longchamps, Lutrebois, Marvie, Menufontaine, Michamps, Morhet, Noville, Sainlez, Senonchamps, Sibret et Wardin. Les deux formes mâjon(e) est de Vaux-sur-Sûre.
3. 1 2  Ou au (O fermé), écriture alternative autorisée dans la version définitive du système Feller.
4. ↑  On trouve aussi la forme tchapô [t͡ʃapoː] à Bastogne, non couvert par le diasystème ae.
5. ↑  On trouve aussi des formes avec a : såvadje [sɔːvat͡ʃ] (Liège), sâvadje [saːvat͡ʃ] (Bastogne).

Le diasystème ea, proposé avec réserve par Jean Germain en 1989, est basé sur une graphie moyennageuse, -ea ou -eal, qu'on retrouve dans les noms de village (Barvea), les noms de famille (Salorea, de Donea, Morea), et même les noms communs inclus dans la « scripta » (quaremea, petit carême, carnaval).
L' utilisation de å et ô — également des graphies du système Feller —, comme diasystèmes était déjà latente en 1992, illustrées par la comparaison interrégionale du lexique français-wallon Walo+, encadré par Willy Bal et Jean Germain.
Le diasystème xh, proposé par Lucyin Mahin en 1994 pour le rfondou, se retrouve dans de nombreux lieux (Droixhe, Moxhe, Xhoffraix…) et noms de famille (Albert Moxhet…), et fut également employé, entre autres, dans le Dictionnaire wallon-françois d'Augustin-François Villers en 1793, dans lequel on retrouve, entre autres, la graphie pexhon identique à l'orthographe normalisée.
Le diasystème jh est proposé la même année par Laurent Hendschel pour les équivalents voisés du diasystème précédent. Cette graphie existait déjà en poitevin-saintongeais, où elle a également un caractère diasystémique, mais pour des sons différents. Le diasystème sch est proposé par Lucien Mahin dans la foulée pour tenir compte des prononciations -sk-, notamment en Ouest-wallon, du même groupe de mots.
Les diasystèmes én et ae sont proposés par Laurent Hendschel en 1995, le premier pour tenir compte d'une voyelle nasale typiquement wallonne, le second pour une alternance de prononciation /a/ et /ɛ/ qu'on retrouve régulièrement dans de très nombreux mots.
Cette première panoplie de diasystèmes fut présentée au colloque de Charleroi en 1996, sans soulever d'objections.
Les diasystèmes oi et oe furent proposés par Jean-Pierre Hiernaux en 1997, pour recouvrir une multiplicité de formes régiolectales. Le premier était déjà employé à Liège avant 1900 et se lisait /wɛ/. Le second était employé à Namur dans la première moitié du 20e siècle pour le son /wɛ/, mais son usage dans des langues voisines pouvaient suggérer également une prononciation en /øː/ (eû) ou /uː/ (oû).
Le diasystème sh a été proposé indépendamment par Stéphane Quertinmont et Jean-François Brackman en 1997, pour quelques mots où la prononciation picarde /ʃ/ (ch) s'était répandue largement dans l'aire wallonne aux dépens du son /s/.
Enfin, le diasystème oen est proposé en même temps par le même Jean-François Brackman.
Certains de ces diasystèmes ont pu être écrits différemment lors de leur introduction (le diasystème ae a longtemps été orthographié ä, le diasystème én orthographié en.

## Critiques

### Défavorables
En 1996, dans un article publié dans la revue Wallonnes (wa), le wallon unifié fut qualifié de « néfaste » et d'« utopique ». L'auteur en est signé par Jean Lechanteur (wa) mais les idées sont dites ratifiées par la Société de langue et de littérature wallonnes. Depuis lors, cette société s'est toujours opposée au wallon unifié. Notamment en 2000 quand, dans un article publié dans la même revue, Émile Gilliard, aussi membre de la SLLW, fait part de son inquiétude face au mouvement entrepris par les promoteurs du rfondou  walon et de leur « orthographe sophistiquée », cette « langue artificiellement élaborée » qui serait « nuisible au wallon et à la Wallonie » :

« Depuis quelques années, un groupe tente de créer de toutes pièces une koinè wallonne : le rfondu wallon, langue nationale officielle qu’ils rêvent d’imposer aux autorités et au peuple en lieu et place du français " impérialiste " et des formes locales du wallon. Ce groupe a même inventé une orthographe sophistiquée. Je respecte les personnes, leurs (sic) enthousiasme, leur travail, même si je ne partage absolument pas leur démarche. Mais je suis obligé de dénoncer cette utopie nationaliste, irréalisable car inutile, nuisible au wallon et à la Wallonie. On n’a pas le droit de décider à la place du peuple et de lui imposer une langue artificiellement élaborée. On n’a pas le droit de condamner à l’oubli les richesses particulières de nos langues de proximité et les œuvres qu’elles ont suscitées depuis quatre siècles car, in fine, c’est de cela qu’il s’agira en pratique. Ils critiquent le centralisme français qui, a, disent-ils, éliminé les parlers locaux et ils reproduisent le même processus en imposant un wallon officiel au détriment des diverses formes de nos dialectes. Une attitude pour le moins inconséquente et ambiguë. On ne modifie pas fondamentalement l’orthographe, le lexique et les phonèmes de nos langes régionales sans créer un hiatus, que dis-je, un abîme, entre le passé et les exercices de jonglerie de cette périlleuse aventure. A-t-on le droit de triturer nos langues au point d’en faire une pâtée passe-partout immangeable et insipide ? »

Dans l'émission culturelle audiovisuelle Wallon, nous ! diffusée le 16 septembre 2017 sur La Deux, Bernard Louis (wa), alors président de la SLLW, disait « nous autres [à la SLLW] chacun écrit dans son langage, il faut conserver les différences du wallon […] puisque chacun écrit dans son langage, nous sommes naturellement pour le système Feller ».
Marie-Guy Boutier, dialectologue à l’Université de Liège ayant succédé à Jean Lechanteur, a pris position contre le wallon unifié.

### Favorables
Dans une thèse à l'Université de Leuven datant de 2002, Nicolas Gérard, comparant les options de trois institutions  (Li Rantoele, l'UCW et la SLLW) pour la sauvegarde du wallon, conclut en ces mots:

« Entre un wallon « testimonial », patrimoine linguistique et culturel d'une région, et un wallon « sociétal », moyen de communication adapté aux exigences de la communauté, un choix s'impose. Parallèle à celui entre une Wallonie réduite au monolinguisme et une Wallonie multilingue, riche de sa multiculturalité. Le défi du rfondu wallon, s'inscrivant dans la seconde perspective, me paraît plus intéressant à relever. »

Dans un article de La Libre Belgique de 2006, l'initiative du mouvement ayant pu concrétiser la création du wallon unifié est saluée.
Dans un encart à un article de Télépro de 2009, Jean-Marie Klinkenberg trouve la démarche du « de refondre le walon » courageuse.
Dans une lettre ouverte écrite le 4 mai 2023, le linguiste français attaché au CNRS, Philippe Boula, notamment connu pour avoir constitué l'atlas sonore des langues régionales de France, mais aussi de Belgique, d'Italie et d'ailleurs, prend position en faveur du mouvement rifondou.

« Il s’agit d’un système harmonieux et respectueux des traits régiolectaux, combinant la transparence graphie-phonie et la correspondance entre différentes variétés belgo-romanes, dont l’unification est de toute façon inévitable. Pour répondre à divers enjeux (patrimoniaux, pédagogiques…), a fortiori pour envisager un traitement automatisé, un minimum de conventions orthographiques s’impose. […] Je crois pouvoir conclure que le rifondou résulte d’une bonne analyse et constitue une bonne synthèse du wallon. »

### Autres positions d'experts
Le linguiste Michel Francard, sans se prononcer vis-à-vis des mérites ou défauts du système, a appelé à cesser les polémiques au sujet du wallon unifié.

## Littérature
Il existe de nombreuses revues et livres en wallon unifié. Voici une liste non exhaustive :
- Li Rantoele (« La Toile d’araignée », ou « Le Réseau »), revue de prose non narrative, éditée par l'ASBL du même nom.
- Li batreye des cwate vints (« La bataille des quatre vents », roman de Lucien Mahin)
- So l’anuti (« Au crépuscule », roman de Laurent Hendschel)
- Eviè Nonne (« Vers le Sud », nouvelles de Lucien Mahin)
- Gaston Libiestreye no 10 (« Gaston Lagaffe » traduit par Yannick Bauthière)
- Vera (« Véra », roman de Lucien Mahin)
- On Sånî a pårt (« Un Sart-Mélinois particulier », roman de Jacques Desmet)
- Moudes a rvinde (« Meurtres à gogo », nouvelles de Lucien Mahin)

## Ouvrages de référence
Il existe actuellement un seul dictionnaire papier en orthographe wallonne commune. Il est l'œuvre d'un collectif dirigé par Yannick Bauthière (wa) et est édité chez Yoran Embanner (wa). C'est un dictionnaire de poche wallon-français / français-wallon. Néanmoins, il existe d'autres dictionnaires en ligne, dont le Wiccionaire et le DTW.
Outre les dictionnaires, une grammaire du wallon rédigée en français par Laurent Hendschel est également disponible sur Internet.